# Hosszúfarkú ürge
A hosszúfarkú ürge (Poliocitellus franklinii) az emlősök (Mammalia) osztályának rágcsálók (Rodentia) rendjébe, ezen belül a mókusfélék (Sciuridae) családjába és a földimókusformák (Xerinae) alcsaládjába tartozó faj.
Nemének egyetlen faja.

## Rendszertani eltérés
A legújabb DNS-vizsgálatok alapján, a korábban alnemként kezelt taxonokat nemi rangra emelték. Tehát a Poliocitellus alnem eddig egyetlen tagja manapság többé nem tartozik az ürge (Spermophilus) nembe.

## Előfordulása
A hosszúfarkú ürge előfordulási területe északon Ontario délnyugati részétől Manitoba középső részéig tart. A déli határt az Amerikai Egyesült Államokbel Kansas alkotja. Habár hatalmas az előfordulási területe, a félénk hosszúfarkú ürge ritka állatnak számít.

## Megjelenése
Karcsú teste 35,5-41 centiméter hosszú. Farokhossza 12-15,8 centiméter. Rövid szőrű bundája pettyezett, farka bozontos. A fej és a farok szürkésnek tűnik, mivel ezeken minden egyes szőr fehér-feketén mintázott. A talpa világosabb szürke. Fülei rövidek és lekerekítettek. A hím nehezebb a nősténynél; az évszakonkénti testtömegek közt is nagy az eltérés. A hímek tavasszal általában 370-500 grammosak, míg késő ősszel elérik az 570-950 grammot is. A nőstények tavasszal 340-425, míg a hibernáció előtt 500-760 grammot nyomnak.

## Életmódja

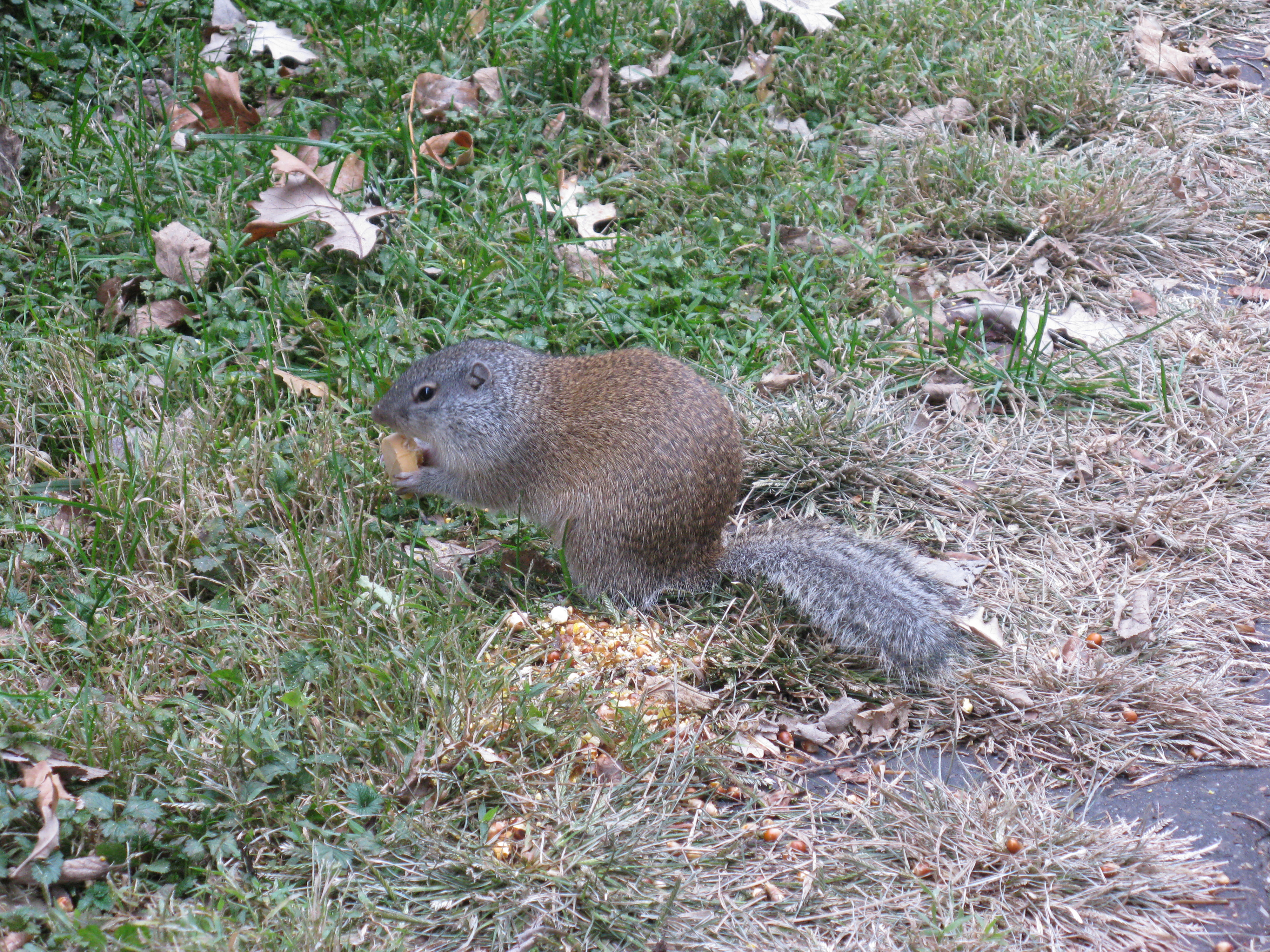
Előszeretettel rágcsál

Ez a kisállat a prérinek azt a részét kedveli, ahol a fű magasra nő. Továbbá az erdőszéleket sem veti meg. A hosszúfarkú ürge nem annyira társas, mint rokonai; a nemek külön élnek. Rokonaitól eltérően nem figyelmezteti fajtársait, ha veszély közeledik, hanem egyszerűen elmenekül. Odúkban és üregekben lakik. Tápláléka szívós füvek, magvak és gyümölcsök. Étlapját kiegészíti rovarokkal, csigákkal, békákal, kisebb egerekkel és madárfiókákkal, illetve -tojással. A kisebb rokonaiból is zsákmányol, ha lehetősége akad rá. Tevékenységének köszönhetően számos növény magvait terjeszti. A farmerek nem kedvelik, mivel szerintük verseng a háziállataikkal.
A hosszúfarkú ürge általában 7,2 évig él.

## Szaporodása
A hosszúfarkú ürge esetében mindkét nembéli állat 327 naposan éri el az ivarérettséget. A szaporodás iránt, csak a következő évben érdeklődik. A szaporodási időszaka kora tavasszal van és április közepéig tart. Ebben az időszakban a hímek közt igen nagy a versengés. A pézsma is nagy szerepet játszik ebben. Párzás után a hím elhagyja a nőstényt. A kölykök 28 napos vemhesség után, májusban vagy júniusban jönnek a világra. Egy alomban 5-10, de általában 7 kölyök születik. Ekkortájt csupaszok és vakok. 10 naposan nő ki a szőrük, 20 naposan nyílik ki a szemük, 30 naposan merészkednek ki először az odúból és 40 naposan elválasztja őket az anyjuk. Az első hibernáció idejére már majdnem akkorák, mint a szüleik.